# Namdalseid
Namdalseid là một đô thị ở hạt Trøndelag, Na Uy. Đô thị này thuộc vùng Namdalen. Trung tâm hành chính của đô thị này là làng Namdalseid. Đô thị này giáp các đô thị Flatanger, Roan, và Osen về phía tây; Namsos về phía bắc; Åfjord và Verran về phía tây nam; và Steinkjer về phía nam.
Namdalseid đã được lập thành đô thị 1 tháng 1 năm 1838 (xem formannskapsdistrikt), nhưng lại được sáp nhập với Beitstad vào ngày 1 tháng 1 năm 1846. Đơn vị này đã được tách khỏi Beitstad vào ngày 1 tháng 1 năm 1904.
Huy hiệu hiện nay được sử dụng từ ngày 8 tháng 12 năm 1989.
Kinh tế địa phương chủ yếu là nông nghiệp.